# ホロツリン
| ホロツリン類 |                          |                           |
| 名称         | Holothurin A             | Holothurin B              |
| 構造式       |                          |                           |
| CAS登録番号  | 38-26-6                  | 11052-32-7                |
| PubChem      | CID 44559168 - PubChem   | CID 23674754 - PubChem    |
| 分子式       | C54H85NaO27S             | C41H63NaO17S              |
| モル質量     | 1221,29 g·mol−1          | 882,98 g·mol−1            |
| 物質の状態   | 固体                     | 固体                      |
| 融点         | 239-240 °C               | 252 °C                    |
| LD50         | 9 mg·kg−1 (マウス, i.v.) | 14 mg·kg−1 (マウス, 腹腔) |

ホロツリン (holothurin) 類は、ナマコ Actinopyga agassizi から単離された毒物の一群である。ホロツリン類はサポニン（トリテルペノイドサポニン）として知られている化合物の一群に属する。
ホロツリン類はナマコのキュビエ器官に貯蔵されており、能動的脅威によって噴出される。これまでに知られているホロツリン類はホロツリンAおよびホロツリンBである。類縁体のエキノシドA（echinoside A; CAS 75410-53-6）はホロツリンA2と呼ばれることがある。

## 構造および性質
ホロツリン類は配糖体であり、アグリコン基はホロスタン (holostane) あるいはラノスタンである。全てのホルツリン類の糖部は硫酸エステル化されている。ホロツリン類はわずかに向精神活性を示すが、幻覚作用は知られていない。マウスにおいて、ホロツリン類は様々ながん細胞の成長を阻害することが明らかにされている。

## 安全性
ホロツリンは皮膚と接触すると、深刻な灼熱痛を生じ、眼と接触すると炎症や失明のおそれもある。体内吸収は麻痺、筋肉のけいれん、消化器系の不快感の原因となり、多量を摂取すると呼吸器不全により死に至る。多くのアジアの国々において、この毒素を含むナマコは珍味として食されるため、調理あるいは食する前にキュビエ器官は除去される。
マウスにおけるホロツリンAの半数致死量 (LD50) は9 mg/kg（静脈投与）、ホロツリンBのLD50は14 mg/kg（腹腔内投与）である。

## 臨床的応用の可能性
一種の細胞毒で、有糸分裂の抑制作用を有し、DNA複製やRNAの合成を阻害する。たとえば、タマネギの根端細胞に対しては、有糸分裂後期における染色体移行の方向性の混乱ならびに不等配分を起こさせる。1 g/l（= 1000 ppm）の濃度では、タマネギの根端細胞に致命的な壊死をもたらす。このような性質は、抗がん剤としてすでに臨床的に実用化されているドキソルビシンのそれによく似ており、後者と同様に応用し得る可能性がある。また、ホロトキシンA1およびB1あるいはホロツリンAには、ヒトの女性向け経口避妊薬として応用できる可能性があるという。
このほか、マウスを用いた試験では、ホロツリンAには食物に含まれる脂肪の吸収とともに脂肪組織の蓄積を抑制する働きがあり、肥満の改善に寄与し得るとの報告もなされている。